# 總統委員會 (利比亞)
总统委员会（阿拉伯语：المجلس الرئاسي），是利比亚代表的国家元首和利比亚民族团结政府的国家机构。2016年《利比亚政治协议》签署以后，總統委員會主席正式取代利比亚国民代表大会主席担任利比亞的国家元首。

## 历史
自2014年以来，利比亚境内有两个政府，一个在的黎波里，一个在托布鲁克，已经开始争夺国家的最高权力。在总统委员会成立之前，托布鲁克政府得到了国际社会的承认。目前民族团结政府是代表利比亚人民的唯一合法政府。该机构是一个根据2015年12月17日签署的《利比亚政治协定》条款成立的机构。安理会履行利比亚国家元首的职能，并接管利比亚国民军的指挥权。该协定得到了联合国安全理事会的一致赞同，它欢迎成立总统委员会，并承认民族团结政府是利比亚唯一合法的行政政府。总统委员会主持民族团结政府。

## 组织结构
总统委员会有9名成员，其会议由一名主席领导，由5名副主席和3名部长支持，其中一名分别来自不同选区和不同部委。 委员会作出的任何决定都必须得到委员会主席及其所有副主席的一致批准。

## 所在地
2016年3月30日，主席法耶兹·萨拉杰（前托布鲁克议会议员）和议会其他七名成员抵达的黎波里，前往阿布西塔海军基地。 第二天，据报道，国民军已经控制了总理办公室，而任命哈利法·加维总理的敌对救国政府已逃往米苏拉塔。4月5日，救国政府宣布辞职，"停止行动"，并将权力让给总统委员会。

## 成员列表
自2016年3月30日起，总统委员会成员为：
| 姓名                   | 职位             | 任期开始      | 任期结束     | 选民区                   |
| ---------------------- | ---------------- | ------------- | ------------ | ------------------------ |
| 法耶兹·萨拉杰          | 总统委员会主席   | 2016年3月30日 | 2021年2月5日 | 全国和解政府             |
| 穆薩·科尼              | 总统委员会副主席 | 2016年3月30日 | 2017年1月2日 | 利比亚南部               |
| 法蒂·艾尔·马巴里       | 总统委员会副主席 | 2016年3月30日 | 2021年2月5日 | 全国和解政府             |
| 阿卜杜勒萨拉姆·卡吉曼  | 总统委员会副主席 | 2016年3月30日 | 2021年2月5日 | 穆斯林兄弟会             |
| 艾哈迈德·马蒂格        | 总统委员会副主席 | 2016年3月30日 | 2021年2月5日 | 米苏拉塔及全国和解政府   |
| 阿里·法拉吉·卡塔尔拉尼 | 总统委员会副主席 | 2016年3月30日 | 2019年4月8日 | 利比亚东部/国民军        |
| 奥马尔·阿斯瓦德        | 部长             | 2016年3月30日 | 2021年2月5日 | 西山省齐达内及利比亚西部 |
| 艾哈迈德·哈姆扎·马赫迪 | 部长             | 2016年3月30日 | 2021年2月5日 |                          |
| 穆罕默德·阿马里        | 部长             | 2016年3月30日 | 2021年2月5日 | 利比亚国民议会           |

2021年2月5日，安理会在联合国监督下通过“利比亚政治对话论坛选择”进行了再次选举。:
| 姓名                   | 职位                           | 任期开始     | 任期结束 | 选民区 |
| ---------------------- | ------------------------------ | ------------ | -------- | ------ |
| 穆罕默德·門菲          | 总统委员会主席                 | 2021年2月5日 | 现任     |        |
| 阿卜杜拉·拉菲          | 总统委员会的黎波里塔尼亚副主席 | 2021年2月5日 | 现任     |        |
| 穆薩·科尼              | 总统委员会费赞副主席           | 2021年2月5日 | 现任     |        |
| 阿卜杜勒·哈米德·德贝巴 | 利比亚总理                     | 2021年2月5日 | 现任     |        |